# Klettgau (territoire)
 (janvier 2014).
Si vous disposez d'ouvrages ou d'articles de référence ou si vous connaissez des sites web de qualité traitant du thème abordé ici, merci de compléter l'article en donnant les références utiles à sa vérifiabilité et en les liant à la section « Notes et références ».
 Klettgau  est le nom d'un territoire qui regroupe l'Arrondissement de Waldshut du Land du Bade-Wurtemberg dans le Sud de l'Allemagne et les cantons suisses d'Argovie, de Schaffhouse et de Zurich.